# FPM RAM

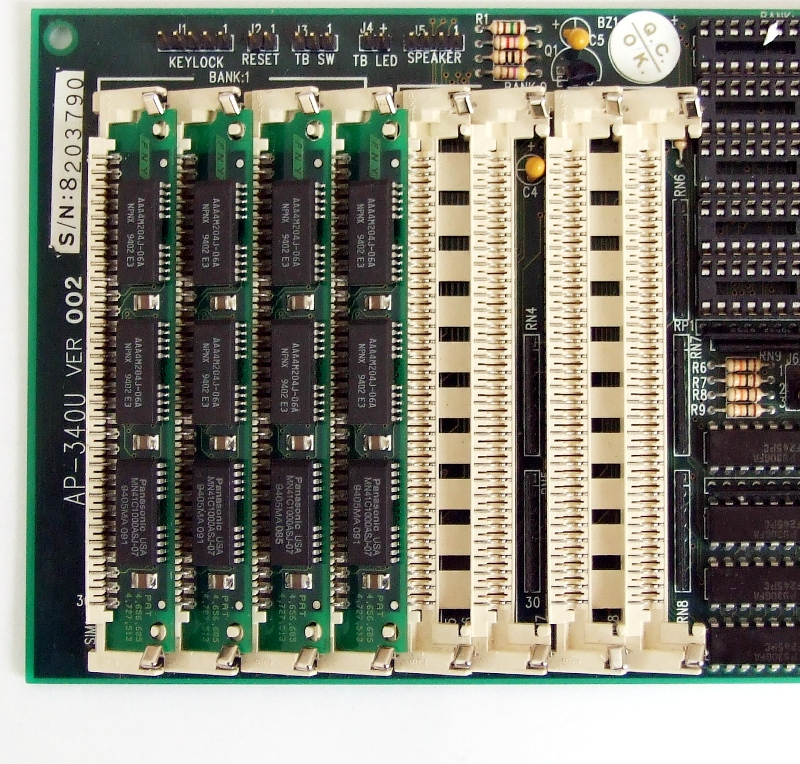
Чотири модулі пам'яті, встановлені в роз'єми

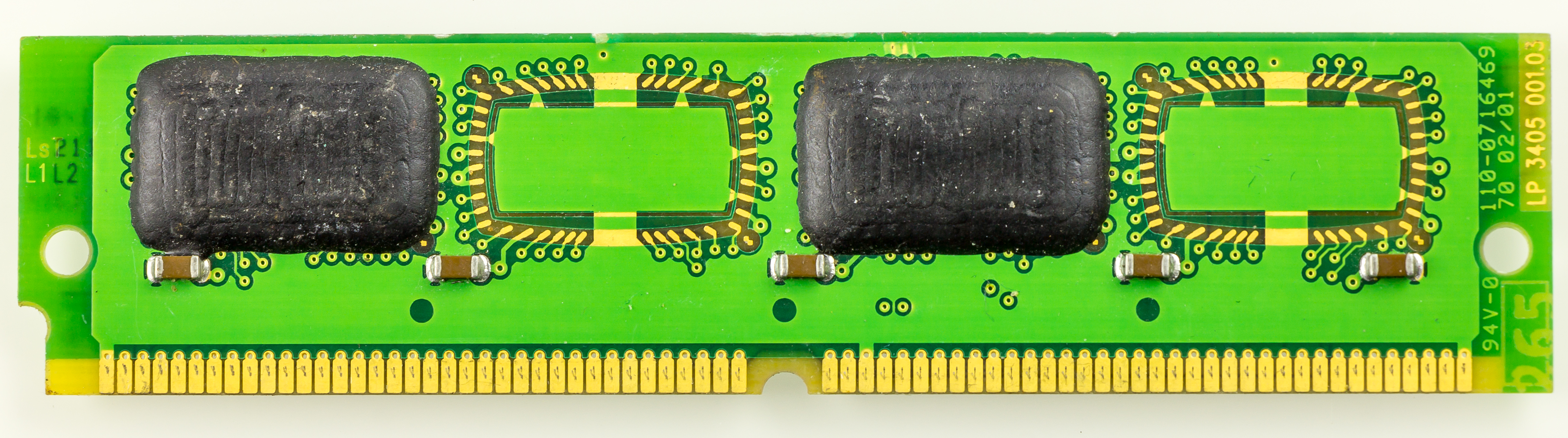
SIMM FPM RAM

FPM RAM (від англ. Fast Page Mode Random Access Memory — пам'ять з довільним доступом, (що підтримує) швидкий сторінковий режим) — тип оперативної пам'яті, використовуваної в комп'ютерах в 1990-х роках.
Збільшення швидкодії в порівнянні із звичайною (PM RAM) досягається наступним чином: у разі, коли послідовно обирані елементи розташовані на одній сторінці (рядку), повна адреса (рядок + стовпець) подається тільки один раз для вибірки першої комірки рядка. Для доступу до інших комірок тієї ж сторінки використовується тільки адреса стовпця.

## Історія
Пам'ять FPM з'явилася в 1990 році. Вона використовувала шину шириною 64 біта, напругу 5 вольт і мала пропускну здатність до 200 Мбіт /с на частоті 25 МГц. На заміну FPM RAM в 1995 році прийшла пам'ять EDO RAM (40 МГц), а потім, в 1996 році, SDRAM (до 133 МГц).